# Balatonberény, Somogy
Balatonberény  este un sat în districtul Marcal, județul Somogy, Ungaria, având o populație de 1.156 de locuitori (2011). 

## Demografie
Componența etnică a satului Balatonberény
     Maghiari (87,95%)
     Germani (9,4%)
     Romi (1,12%)
     Necunoscut (1,53%)
     Alții (1,53%)
Componența confesională a satului Balatonberény
     Romano-catolici (57,44%)
     Fără religie (7,35%)
     Luterani (2,08%)
     Reformați (1,82%)
     Necunoscută (30,71%)
     Atei (0,61%)
     Alte religii (1,73%)
Conform recensământului din 2011, satul Balatonberény avea 1.156 de locuitori. Din punct de vedere etnic, majoritatea locuitorilor (87,95%) erau maghiari, existând și minorități de germani (9,4%) și romi (1,12%). Apartenența etnică nu este cunoscută în cazul a 1,53% din locuitori.  Din punct de vedere confesional, majoritatea locuitorilor (57,44%) erau romano-catolici, existând și minorități de persoane fără religie (7,35%), luterani (2,08%) și reformați (1,82%). Pentru 30,71% din locuitori nu este cunoscută apartenența confesională.